# Translocation (botanique)
Pour les articles homonymes, voir Translocation.
En physiologie végétale, la translocation (anglicisme) est le processus de transfert de composés organiques et d'autres substances solubles issues de la photosynthèse (glucides, protéines, etc.) des feuilles vers les autres organes de la plante, notamment les organes en croissance (bourgeons, fleurs...) et les organes de réserves (racines, tubercules, ...). Ce transfert s'effectue grâce à la circulation de la sève par les tissus de phloème.